# 조던 모리스
조던 페리 모리스(영어: Jordan Perry Morris, 1994년 10월 26일 ~ )는 미국의 축구 선수로 현재 메이저 리그 사커의 시애틀 사운더스에서 윙어로 활약하고 있으며 2014년부터 미국 대표팀의 일원으로도 활약 중이다.

## 대회 성적

### 클럽
시애틀 사운더스
- MLS컵 : 우승 (2016, 2019), 준우승 (2017, 2020)
- 리그스컵 : 준우승 (2021)
- CONCACAF 챔피언스컵 : 우승 (2022)